# Anomala binata
Anomala binata är en skalbaggsart som beskrevs av Ohaus 1926. Anomala binata ingår i släktet Anomala och familjen Rutelidae. Inga underarter finns listade i Catalogue of Life.